# Ук
Ук е буква от старобългарската и църковнослаянска азбука. Има две форми – диграф Ѹ, ѹ от буквите О и Ѵ, изписани хоризонтално, и монограф Ꙋ, ꙋ от същите букви, изписани вертикално като лигатура. По-късно в гражданския шрифт буквата ук е заместена с днешната буква У.

## Заемка от гръцки
„Ук“ произлиза от древногръцката дума за квалифициран, опитен и вещ в занаята човек. „Уковек“